# ویزارد کاست
ویزارد کاست (انگلیسی: Wizard Coast) شرکت سرگرمی آمریکایی است، که در سال ۱۹۹۰ توسط پیتر ادکینسون تأسیس شد.